# HMS Myngs (R06)
HMS Myngs (R06/D06) là một soái hạm khu trục dẫn đầu lớp tàu khu trục Z của Hải quân Hoàng gia Anh Quốc được chế tạo trong Chiến tranh Thế giới thứ hai. Sống sót qua cuộc xung đột, nó được đưa về lực lượng dự bị năm 1954 và dự định cải biến thành một tàu frigate, nhưng lại được bán cho Ai Cập năm 1955 và tiếp tục phục vụ như là chiếc El Qaher. Nó bị máy bay Israel đánh chìm năm 1970.

## Thiết kế và chế tạo
Myngs được đặt hàng vào tháng 2 năm 1942 như một phần của Chi hạm đội Khẩn cấp 10, và được chế tạo tại xưởng tàu của hãng Vickers-Armstrong ở Tyneside. Nó được đặt lườn vào ngày 27 tháng 5 năm 1942, được hạ thủy vào ngày 31 tháng 5 năm 1943 và nhập biên chế cùng Hải quân Hoàng gia Anh vào ngày 23 tháng 6 năm 1944.

## Lịch sử hoạt động

### Thế Chiến II
Sau khi hoàn tất chạy thử máy và huấn luyện, Myngs gia nhập Chi hạm đội Khu trục 2 trong thành phần Hạm đội Nhà. Nó hoạt động tại Khu vực Tiếp cận Tây Bắc và đã hộ tống một số đoàn tàu vận tải đi sang Nga, các chiến dịch tại Bắc Hải và ngoài khơi bờ biển Na Uy. Nó cũng tham gia các cuộc tấn công nhắm vào thiết giáp hạm Đức Tirpitz, hoạt động trong thành phần hộ tống cho các tàu sân bay tham gia các chiến dịch này.
Vào tháng 4 năm 1945, Myngs được điều sang Chi hạm đội Khu trục 4 và tham gia các cuộc diễu hành mừng chiến thắng trên Mặt trận châu Âu tại London vào tháng 6 và tháng 8 năm 1945 cùng các tàu chị em HMS Zest và HMS Zealous.

### Sau chiến tranh
Từ tháng 6 năm 1946 đến tháng 8 năm 1947, Myngs nằm trong thành phần Chi hạm đội Khu trục 4 của Hạm đội Nhà. Vào tháng 8 năm 1948, nó được điều sang Chi hạm đội Khu trục 3 đặt căn cứ tại Portland. Từ đến tháng 4 năm 1949 đến tháng 8 năm 1954, con tàu nằm trong thành phần Hải đội Huấn luyện 2 tại Portland. Đến tháng 9 năm 1954, nó được đưa về thành phần dự bị chờ đợi để được cải biến thành một tàu frigate nhanh chống tàu ngầm Kiểu 15. Tuy nhiên kế hoạch bị hủy bỏ và sang tháng 5 năm 1955, nó được chuyển cho Ai Cập cùng với tàu chị em HMS Zenith.

### Phục vụ cùng Ai Cập
Myngs được bán cho Ai Cập vào năm 1955, và nhập biên chế cùng Hải quân Ai Cập như là chiếc El Qaher. Nó được tái trang bị tại xưởng tàu White, Cowes, và lên đường đi sang Ai Cập vào ngày 28 tháng 8 năm 1956. Nó quay trở lại xưởng tàu White cho một đợt hiện đại hóa từ tháng 5 năm 1963 đến tháng 7 năm 1964.
Vào ngày 16 tháng 5 năm 1970, El Qaher bị máy bay của Không quân Israel tấn công tại Berenice và bị đánh chìm.